# كاتدرائية القديس ديونيسيوس الاريوباغي

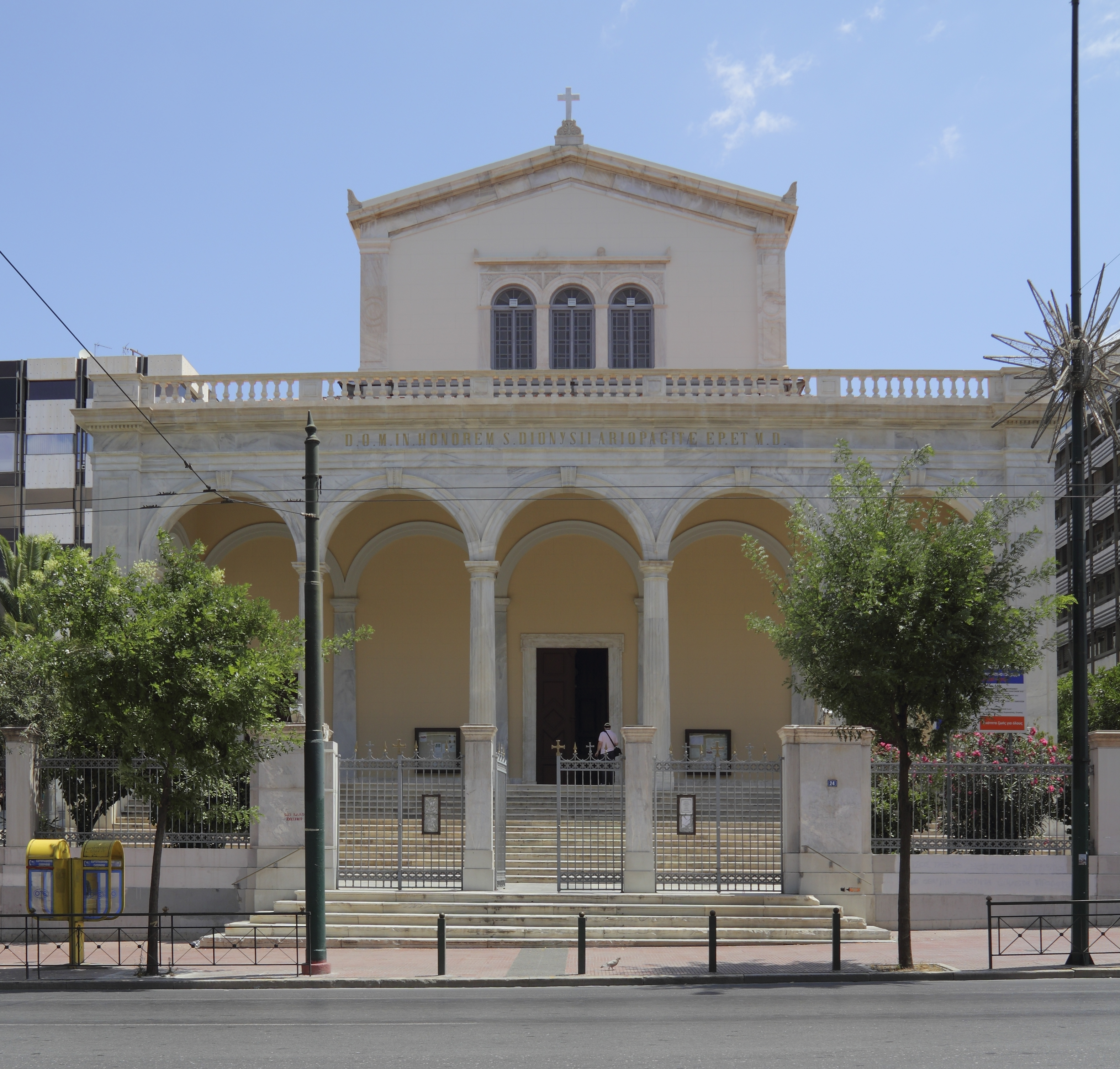
كنيسة القديس ديونيسيوس الاريوباغي

كاتدرائية القديس ديونيسيوس الاريوباغي هي الكنيسة الأساسية للرومان الكاثوليك في أثينا، اليونان، ومقعد أبرشية الروم الكاثوليك في أثينا. تقع في وسط أثينا، في تقاطع شارع أوميرو مع شارع جامعة أفينين ومكرسة لـ القديس ديونيسيوس الاريوباغي، تلميذ الرسول بولس الطرسوسي وأول أسقف لأثينا.

## روابط خارجية
- Καθολικός Ναός Αγίου Διονυσίου
- Aghios Dionyssios Catholic Church
- Catholic Cathedral of St. Dionysius in Athens